# Vini stepheni
El lori de Stephen (Vini stepheni) es una especie de ave psitaciforme de la familia Psittaculidae endémica de las islas Pitcairn.

## Descripción
Mide alrededor de 18 cm de largo. Sus partes superiores son verdes, siendo el obispillo y cola de color verde amarillento, como su zona perianal. Sus mejillas y el resto de partes inferiores son de color rojo intenso. Puede presentar una banda verde incompleta atravesando la parte inferior del pecho. Su pico es anaranjado.

## Distribución geográfica y hábitat
Se encuentra únicamente en los bosques húmedos tropicales de la isla Henderson. Está amenazado por la pérdida de hábitat.